# Plzeňské městské dopravní podniky

Logo des Unternehmens

Plzeňské městské dopravní podniky a.s., abgekürzt PMDP, ist die Bezeichnung des kommunalen Verkehrsunternehmens von Pilsen (tschechisch: Plzeň), der viertgrößten Stadt Tschechiens. Die Aktiengesellschaft befindet sich vollständig im Besitz der Stadt und ist in den örtlichen Verkehrsverbund Integrovaná doprava Plzeňska integriert.

## Geschichte der Gesellschaft
Die Gesellschaft trug zunächst die Bezeichnung Elektrické podniky města Plzně solange sie nur für den Betrieb der Straßenbahn zuständig war. Später wurden sie in Dopravní podniky města Plzně umbenannt. Die heutige Bezeichnung entstand im Jahre 1998 im Zuge der Umwandlung in eine Aktiengesellschaft. Der Betrieb wird von circa 1160 Beschäftigten sichergestellt. Jährlich werden mehr als 100 Millionen Fahrgäste befördert.

## Straßenbahn

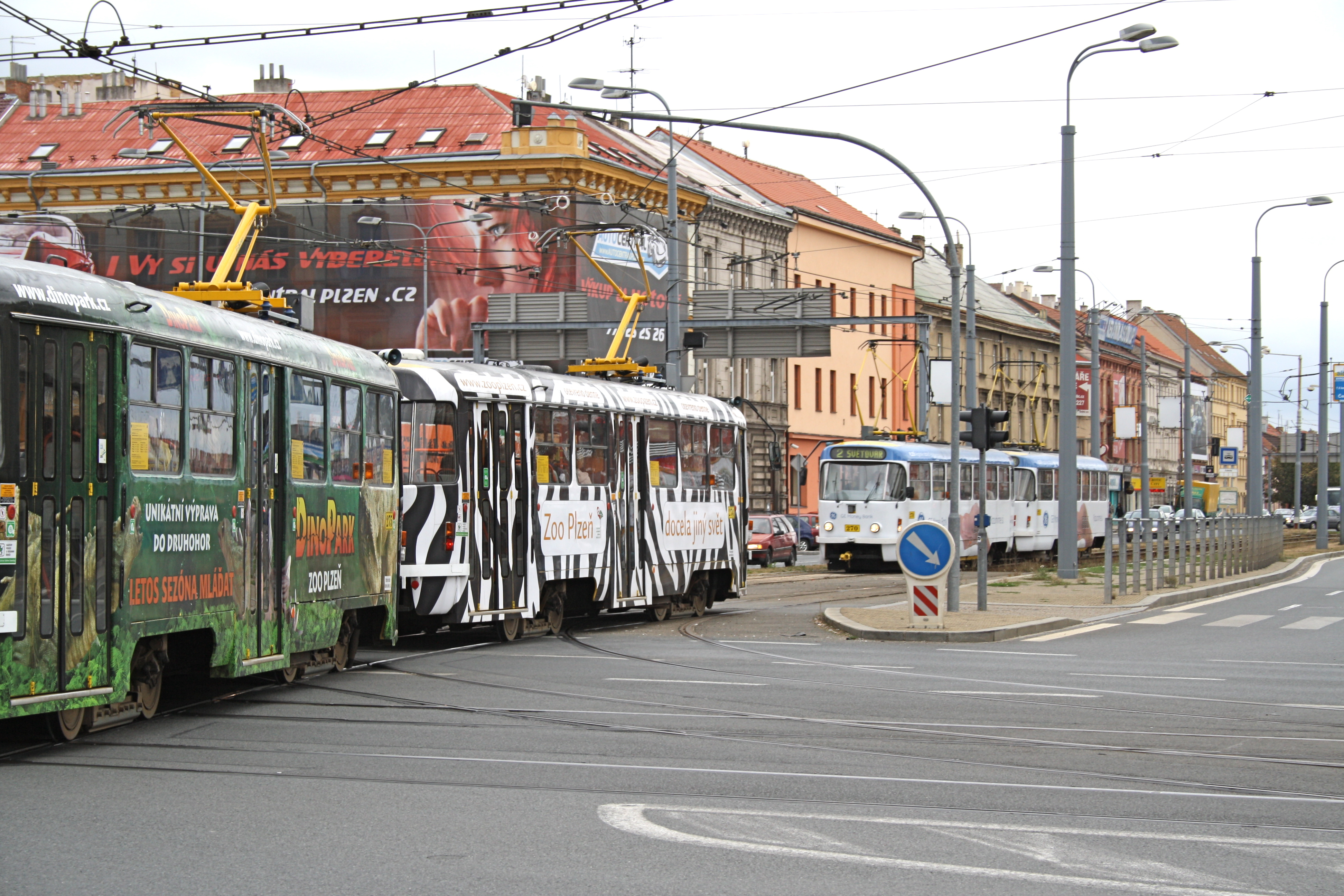
Straßenbahnen am Rand der Altstadt

## Oberleitungsbus

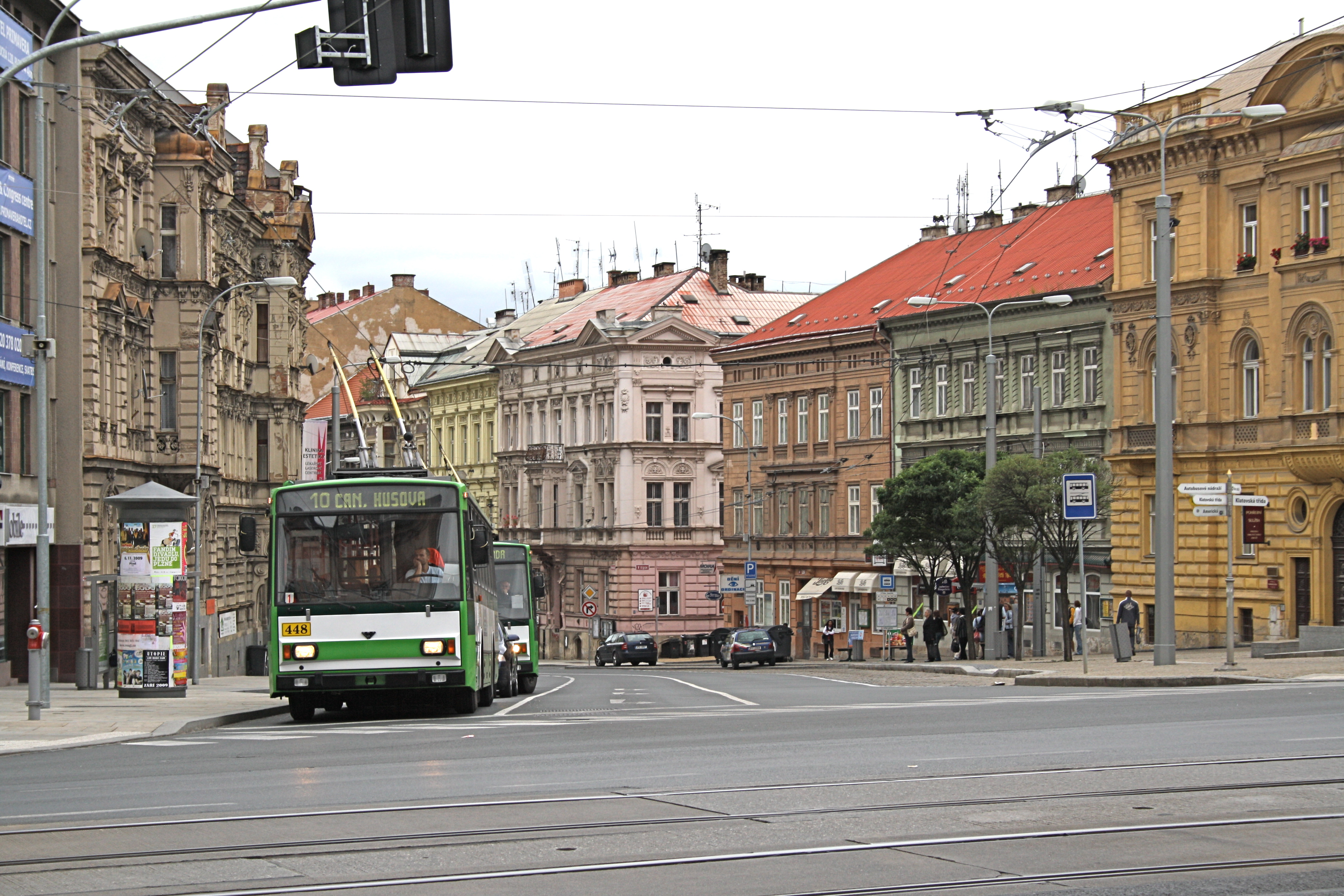
Oberleitungsbusse in der Altstadt, im Vordergrund ein Škoda 14TrM

### Geschichte
Bereits 1937 beschloss die Stadt Pilsen Oberleitungsbusse einzuführen. 1939 begannen die Bauarbeiten für die erste Linie, die schließlich am 9. April 1941 in Betrieb ging. Seitdem wurde das Netz kontinuierlich erweitert. Der bislang letzte Abschnitt wurde 2010 zwischen Jížní Předměstí und Nová Hospoda eröffnet und erschließt das Gewerbegebiet Borská Pole. Der weitere Ausbau ist geplant, musste jedoch aus finanziellen Gründen vorerst zurückgestellt werden.

### Liniennetz
Derzeit besteht das Obus-Netz aus den neun Linien 10 bis 18. Die Linien 17 und 18 sind dabei nur Verstärkerlinien für das Gewerbegebiet Borská Pole und fahren nur achtmal täglich. Die Linie 10 verstärkt werktags die Linie 13 auf dem südlichen Ast Richtung Černice. Die wichtigsten Linien fahren werktags tagsüber alle fünf bis fünfzehn Minuten, die Linie 14 nur alle 30 bis 60 Minuten. Die meist genutzte Linie ist die Linie 16 und wird regelmäßig mit Gelenk-O-Bussen befahren.

### Fahrzeuge

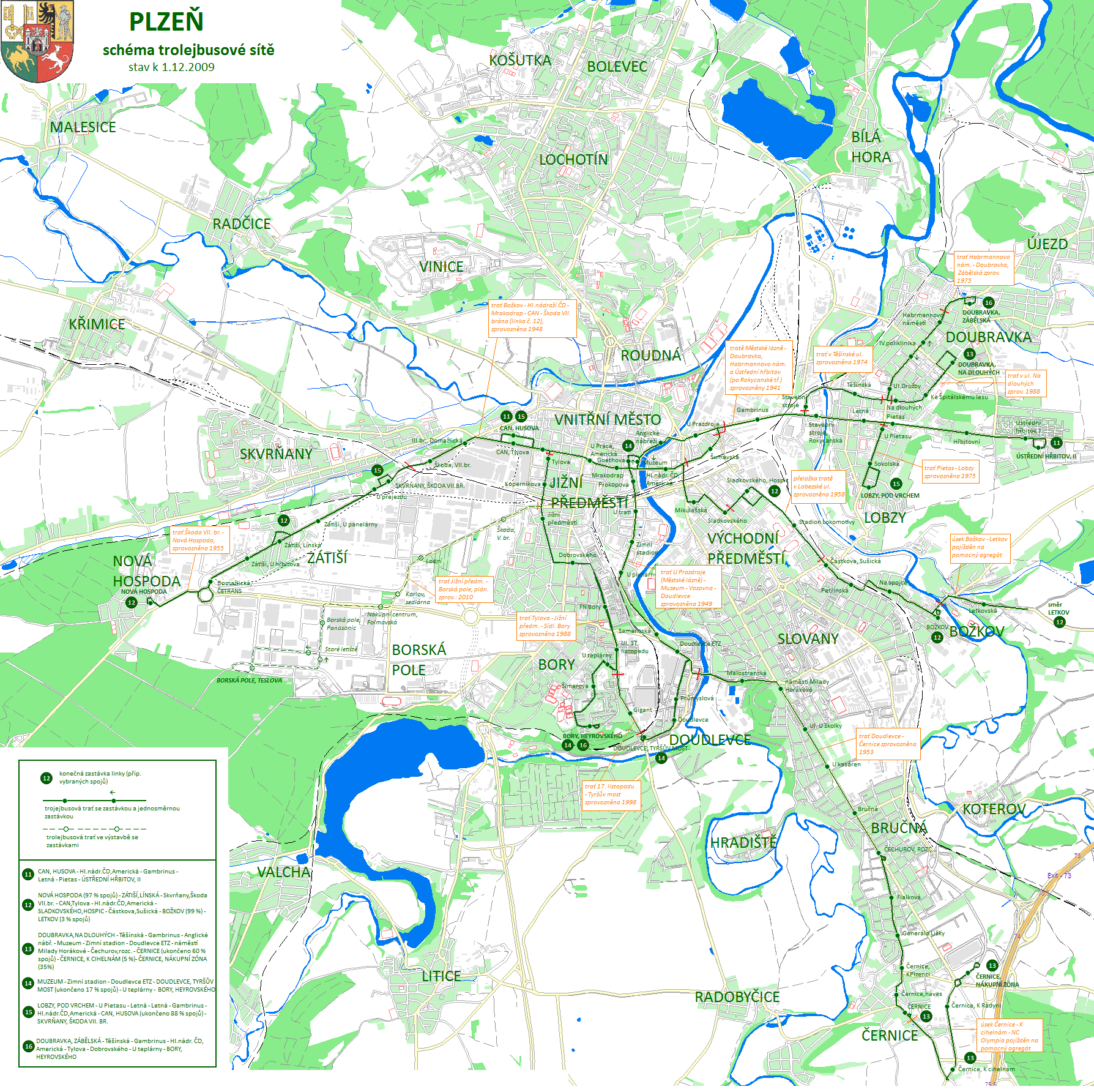
Netzplan des O-Bus-Netzes vor der Eröffnung der Strecke Richtung Borská Pole (Stand 2009)

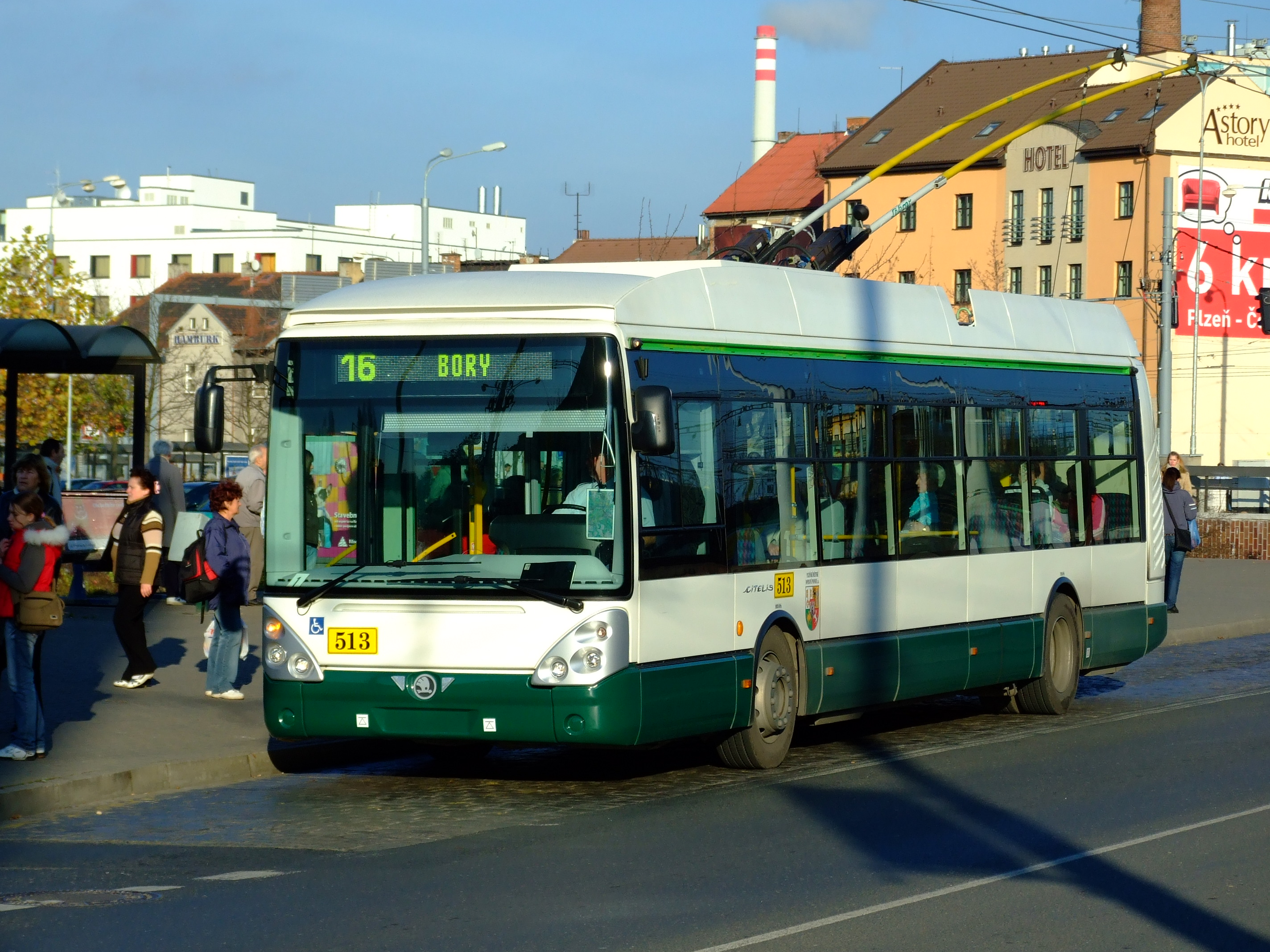
O-Bus des Typs Škoda 24Tr Irisbus (Linie 16) in der Americká-Straße

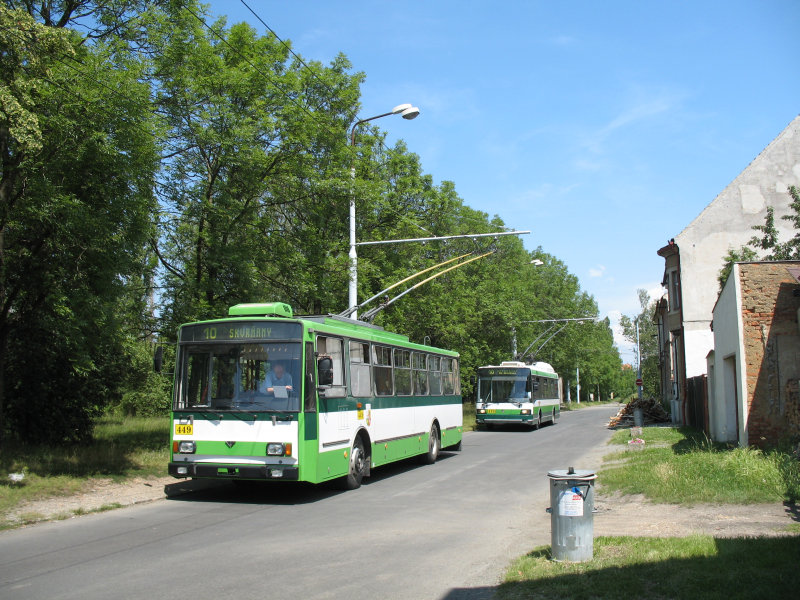
Škoda 14TrM (vorne) und Škoda 21Tr (hinten) der Linie 10 im Stadtteil Skvrňany

Im Fahrzeugpark sind derzeit die Typen 14TrM, 21Tr, 24Tr Irisbus, 25Tr Irisbus, 26Tr Solaris und 27Tr Solaris vertreten. Alle Wagen stammen vom Hersteller Škoda Electric und wurden in Pilsen hergestellt. Da Škoda selbst in Pilsen sesshaft ist, wird das Obus-Netz zudem häufig für Testfahrten von Neufahrzeugen verwendet.
Nach einem Beschluss aus dem Herbst 2018 sollen alle Oberleitungsbusse mit Dieselhilfsaggregat durch Fahrzeuge mit Batteriehilfsantrieb ersetzt werden. Im März 2018 schlossen die PMDP mit Škoda Electric einen Vertrag über den Kauf von 7 Gelenk-Oberleitungsbussen mit Batteriehilfsantrieb vom Typ 27 Tr und einer Option auf 10 weitere Fahrzeuge. Der Batterieantrieb soll eine Fahrzeugstrecke von mindestens 12 km ermöglichen, die erreichbare Höchstgeschwindigkeit muss bei mindestens 50 km/h liegen. Die Leistung von Heizung und Klimaanlage darf bei Batteriefahrt um 30 % gesenkt werden. Zwischen zwei Batteriefahrten muss innerhalb einer 45-minütigen Fahrt unter Oberleitung die Batterie wieder entsprechend aufgeladen werden.

## Omnibus
Die städtischen Omnibusse übernehmen den Verkehr auf insgesamt 22 Linien. Sie verbinden hauptsächlich die Innenstadt mit den äußeren Stadtvierteln und im Verkehrsverbund liegenden Umlandgemeinden.

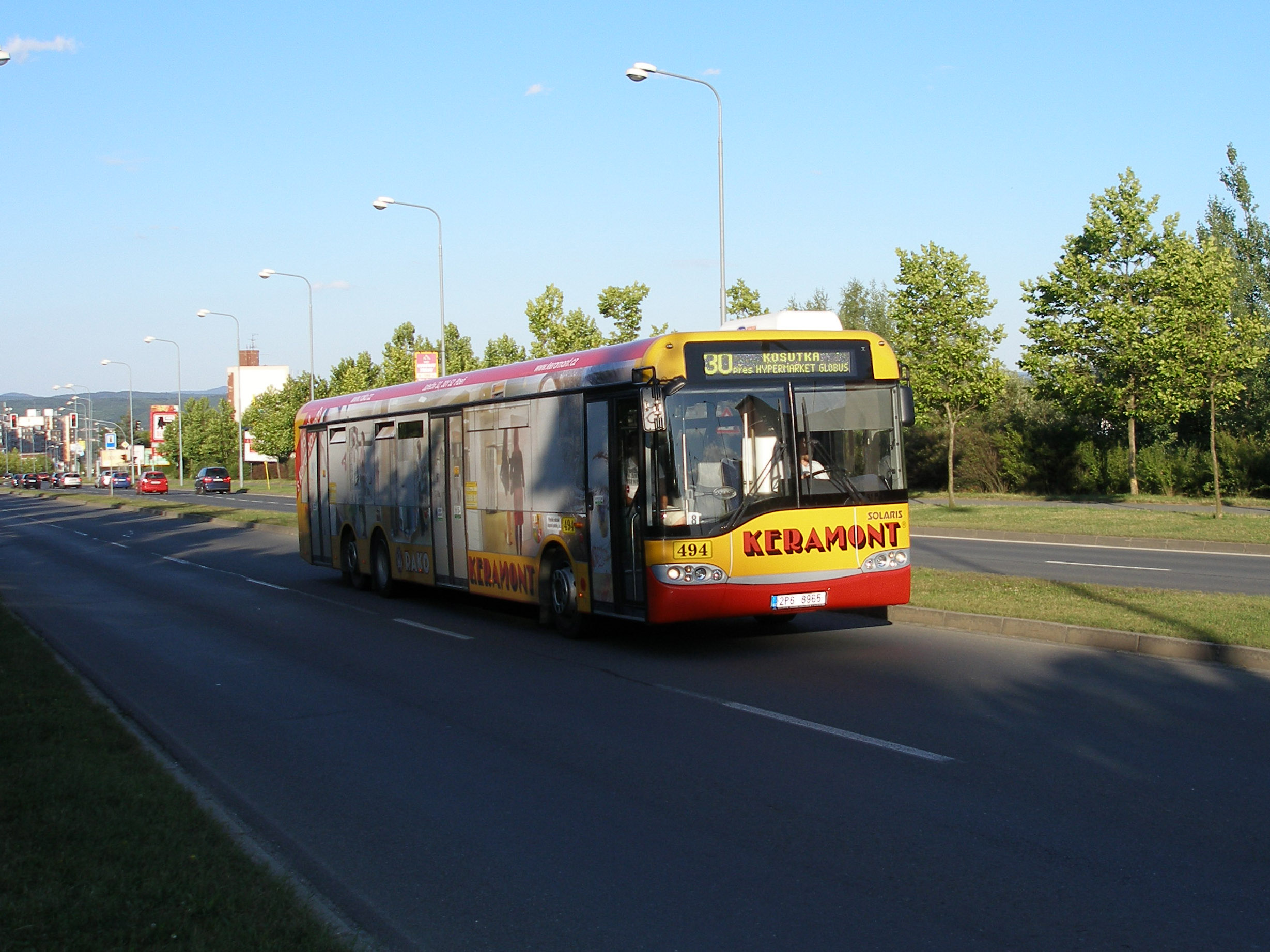
Solaris-Urbino-15 der Linie 30
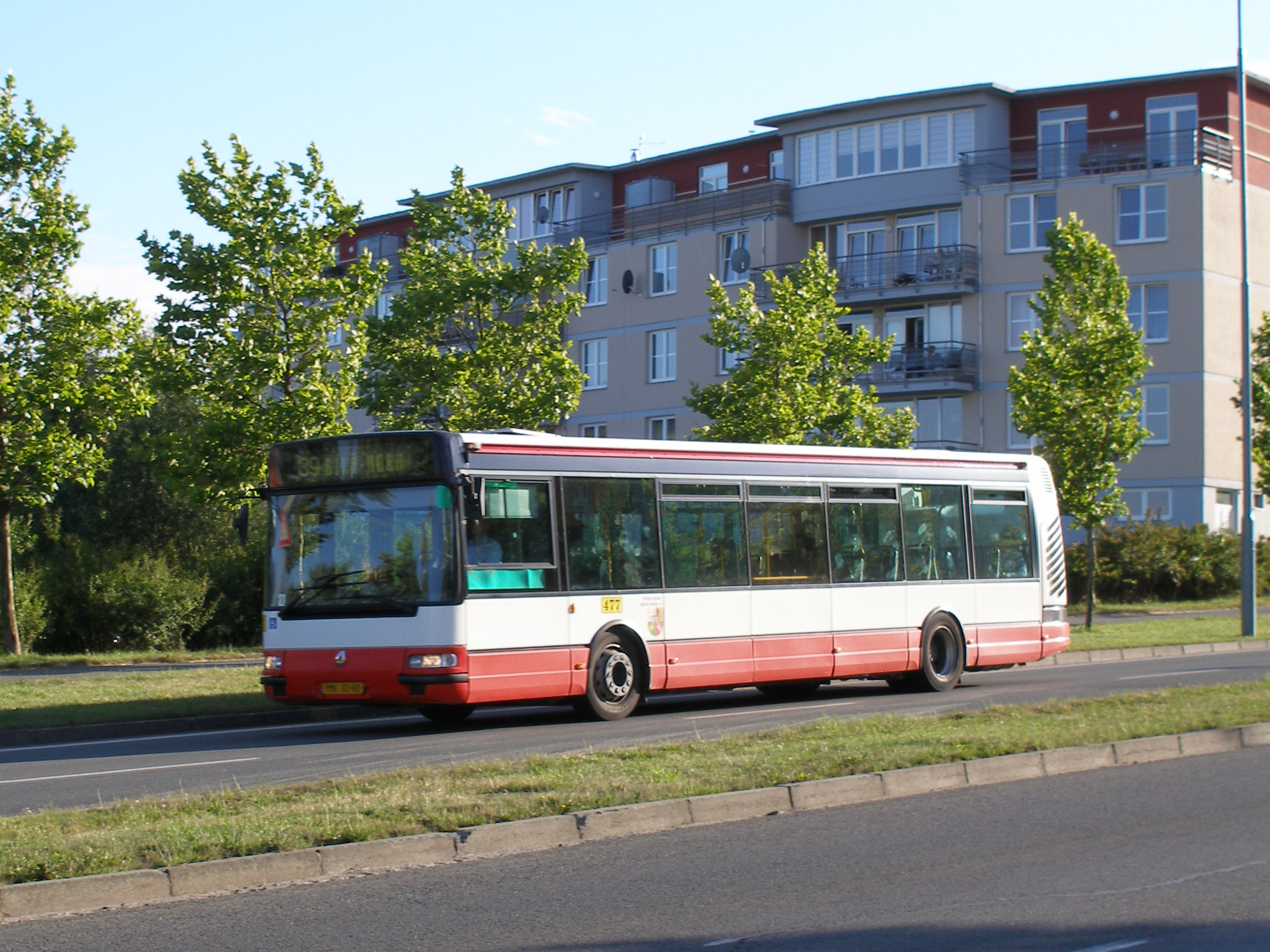
Karosa-Renault-CityBus 12M der Linie 39
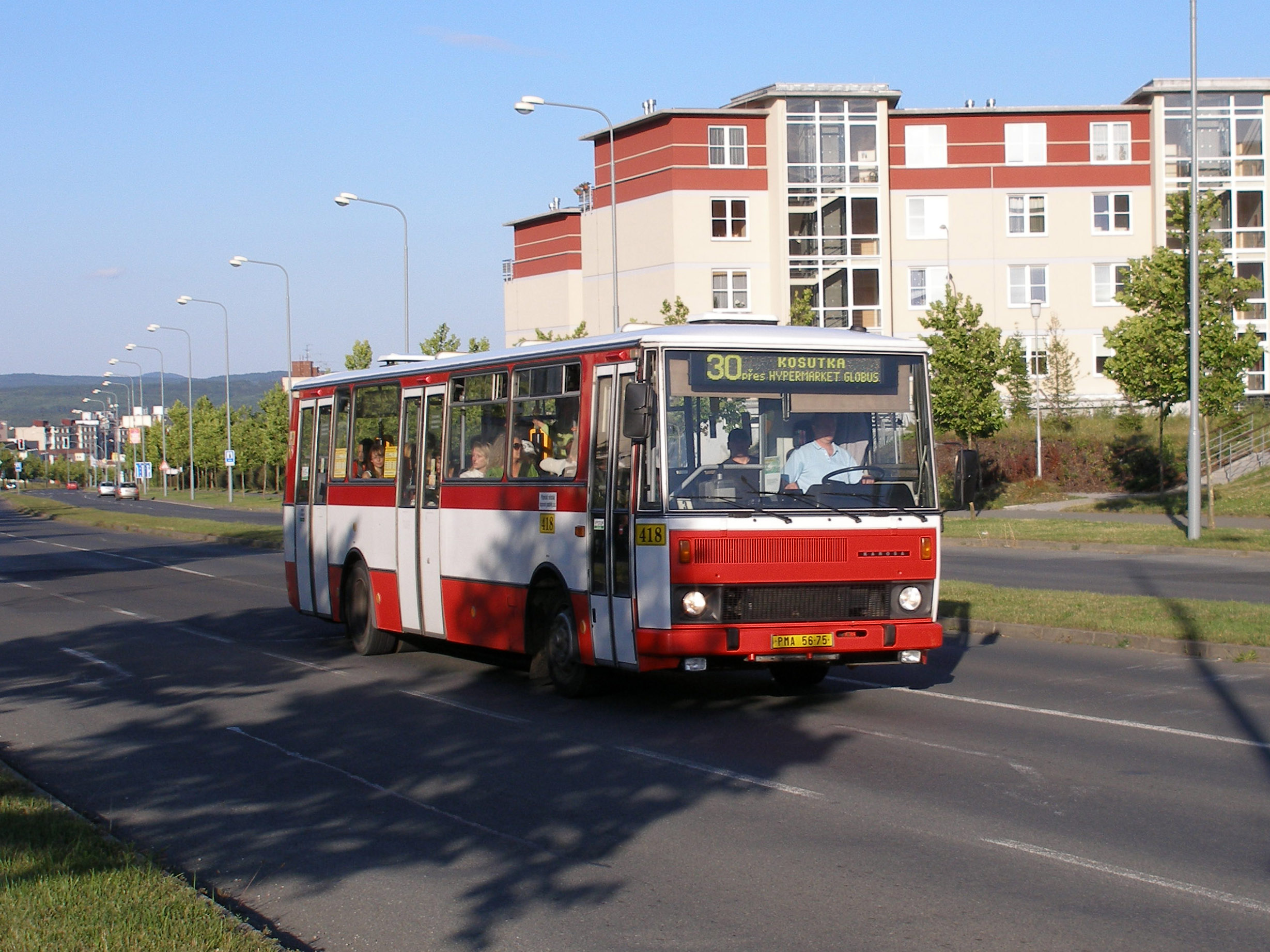
Karosa-B-731 der Linie 30

## Nachtbus
Der nächtliche Verkehr wird in der Zeit zwischen etwa 0 und 4 Uhr mittels dreier Nachtbuslinien sichergestellt. Alle zehn Linien kreuzen sich in der Innenstadt (Haltestelle Mrakodrap). Die Omnibusse warten an der Haltestelle Hauptbahnhof (tschechisch Hlavní nádraží) auf Anschlüsse der anderen Linien (in allen Richtungen).
| Linie | Strecke                                                          |
| ----- | ---------------------------------------------------------------- |
| N1    | Bolevec–Innenstadt–Bory–Westböhmische Universität oder Panasonic |
| N2    | Černice–Slovany–Innenstadt–Skvrňany                              |
| N3    | Doubravka–Innenstadt–Košutka                                     |
| N4    | Bílá Hora–Innenstadt–Lhota                                       |
| N5    | Radobytčice-Innenstadt-Město Touškov                             |
| N6    | Červený Hrádek-Innenstadt-Košutka                                |
| N7    | Innenstadt-Nová Hospoda                                          |
| N11   | Innenstadt-Starý Plzenec-Kyšice-Dýšina-Chrást-Bušovice, Sedlecko |
| N12   | Innenstadt-Vejprnice-Líně-Zbůch-Chotěšov-Stod                    |
| N13   | Innenstadt-Třemošná-Horní Bříza                                  |